# اسکوکومیش (واشینگتن)
اسکوکومیش (به انگلیسی: Skokomish) یک منطقهٔ مسکونی در ایالات متحده آمریکا است که در شهرستان ماسون، واشینگتن واقع شده است. اسکوکومیش ۱۷٫۸ کیلومتر مربع مساحت و ۶۱۷ نفر جمعیت دارد و ۹ متر بالاتر از سطح دریا واقع شده است.